# Nguyen Van Man
Nguyễn Văn Man (12 de janeiro de 1966 — 13 de outubro de 2020) foi major-general do Exército do Povo do Vietname e político.  Ocupou o cargo de Comandante Adjunto da 4.ª Região Militar do Exército do Povo do Vietname, deputado da Assembleia Nacional no mandato 14 (2016-2021) da delegação da Assembleia Nacional da Província Quảng Bình, membro do Comité de Defesa e Segurança Nacional e da segurança da 14.ª Assembleia Nacional. Anteriormente, foi Chefe do Comando Militar da Província de Quang Binh.

## Carreira
Man foi um membro do Comité Permanente de Quang Binh. A 21 de novembro de 2015, o Comité Permanente do Comité do Partido Provincial de Quang Binh designou Man para ocupar o cargo de Comandante do Comando Militar da província de Quang Binh, cargo que serviu durante 5 anos. A 20 de maio de 2019, o primeiro-ministro do Vietname Nguyen Xuan Phuc nomeou o Coronel Man a Vice-Comandante da Região Militar 4, do Exército do Povo do Vietname, e promoveu-o a Major-General. A 10 de outubro de 2020, Man participou numa cerimónia para comemorar o 7.º aniversário da 4.ª Região Militar do Exército do Povo do Vietname. Na reunião, os superiores de Man contactaram-no e mandaram-no para Thua Thien-Hue, um lugar que foi inundado pela tempestade tropical Linfa. Esta seria a sua última missão.
Man era também um político que participou nas Assembleias Nacionais. A 7 de novembro de 2016, discutindo o projeto de lei sobre o uso de armas, explosivos e ferramentas de apoio, argumentou que o governo federal deveria desviar mais dinheiro do Ministério da Segurança Pública para o Ministério da Defesa. Na manhã de 24 de maio de 2018, na discussão do projeto da Lei de Denúncia na 5.ª sessão da 14.ª Assembleia Nacional, declarou que a proteção dos denunciantes era necessária, dado que muitos enfrentavam ameaças.

## Missão final e morte
A 10 de outubro, Man e as suas tropas chegaram à província de Thua Thien Hue, uma província do Vietname central afetada por inundações e deslizamentos de lama, e entregou comida e mantimentos aos habitantes locais. No dia seguinte, o major-general recebeu a notícia de um deslizamento de terras que enterrou 10 trabalhadores da central hidroelétrica de Rao Trang 3, e organizou uma equipa de 21 soldados para resgatar os trabalhadores soterrados. Na noite de 12 para 13 de outubro de 2020, quando conduziu a equipa de resgate à central elétrica, o Major-General Man e 13 membros da sua equipa de resgate foram soterrados noutro deslizamento de terra. A 15 de outubro de 2020, o seu corpo foi encontrado por socorristas.